# Мадона Бруна (Кунео)
Мадона Бруна је насеље у Италији у округу Кунео, региону Пијемонт.
Према процени из 2011. у насељу је живело 115 становника. Насеље се налази на надморској висини од 690 м.